# Aron Louv
Aron Louv (engl. Aaron Lowe; rođen 12. oktobra, 1974. u Vankuveru, Kanada) je kanadski umetnički klizač. Takmiči se u kategoriji plesa sa partnerkom Megan Ving. Ujedinili su snage na ledu još 1986. godine. Par je, na kanadskim šampionatima, osvojio šest bronzanih medalja i četiri srebrne. Godine 2006. učestvovao je i na Zimskim Olimpijskim igrama u Torinu.
Aron Louv i Megan Ving povukli su se sa klizačke scene 26. aprila 2006. godine

## Takmičarski rezultati
(sa Ving)
1995.
- Kanadski šampionat - 6.

1996.
- Kanadski šampionat - 4.

1997.
- Kanadski šampionat - Bronza

1998.
- Kanadski šampionat - Bronza

1999.
- Kanadski šampionat - Bronza
- Šampionat četiri kontinenta - 4.

2000.
- Kanadski šampionat - Srebro
- Šampionat četiri kontinenta - 4.
- Svetsko prvenstvo - 15.

2001.
- Kanadski šampionat - Bronza
- Šampionat četiri kontinenta - 4.

2002.
- Kanadski šampionat - Bronza
- Šampionat četiri kontinenta - Bronza

2003.
- Kanadski šampionat - Bronza
- Šampionat četiri kontinenta - 5.
- Svetsko prvenstvo - 12.

2004.
- Kanadski šampionat - Srebro
- Šampionat četiri kontinenta - Bronza
- Svetsko prvenstvo - 11.

2005.
- Kanadski šampionat - Srebro
- Svetsko prvenstvo - 10.

2006.
- Kanadski šampionat - Srebro
- Olimpijada - 11.